# Dôme des Trois Lacs
Le dôme des Trois Lacs, en russe : Купол Трёх Озёр, Koupol Triokh Ozior, est une montagne du raïon de Koch-Agatch, dans la république russe de l'Altaï, ainsi que dans le massif montagneux éponyme de Sibérie, avec 3 556 mètres d'altitude. Malgré sa hauteur, son ascension est facile et permet une fois au sommet d'observer les steppes de la Tchouïa et de Kouraï. Il tire son nom de son glacier en forme de dôme, ainsi que selon une version des lacs de la cascade Tioute, visibles depuis le sommet dans une vallée. De par la facilité d'accès au sommet, il est l'un des sommets de la république les plus visités, et il est possible de faire du ski hors-piste et snowboard sur son sommet.

## Géographie

### Situation

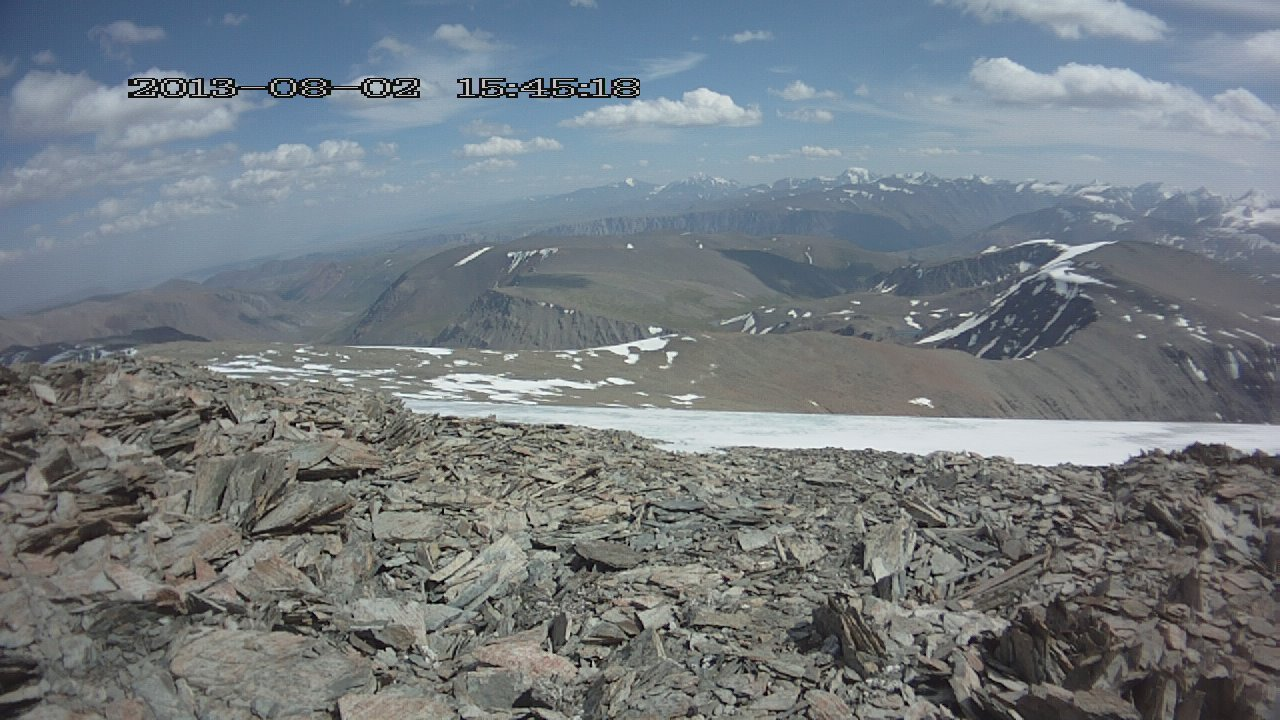
Sommet du dôme des Trois Lacs.

Le dôme des Trois Lacs se situe dans le sud de la république de l'Altaï, dans le raïon de Koch-Agatch. Les villages les plus proches sont Beltir à 29 km au sud et Kouraï à 20 km au nord, où passe la route fédérale R256.
Le sommet culmine à 3 556 mètres, et fait partie du complexe montagneux Bich-Ïrdou, avec d'autres sommets proches. Il fait partie de la Tchouïa du Nord, une des deux chaînes des Alpes de la Tchouïa, un massif de l'Altaï. Le sommet permet une vue sur les steppes de la Tchouïa et de Kouraï, sur l'Aktrou-Bach, sur les sommets de la Tchouïa du sud et par temps clair sur le mont Béloukha.

### Hydrographie
Il n'y a pas de glacier sur le sommet directement mais les versants en possèdent deux, celui du dôme et celui de la cascade (Vodopandy en russe), avec une surface totale d'environ 3 km2. Les glaciers subissent le réchauffement climatique, avec depuis 2011 l'apparition de crevasses. Sur le plateau vers le sommet, nommé « hôtel vert » (en russe : Зеленую гостиницу), se situe un camp de glaciologues,.

### Géologie
En plein été, il n'y a pas de neige au sommet même si la glace subsiste, laissant apparaître le schiste qui compose la montagne.

## Ascension

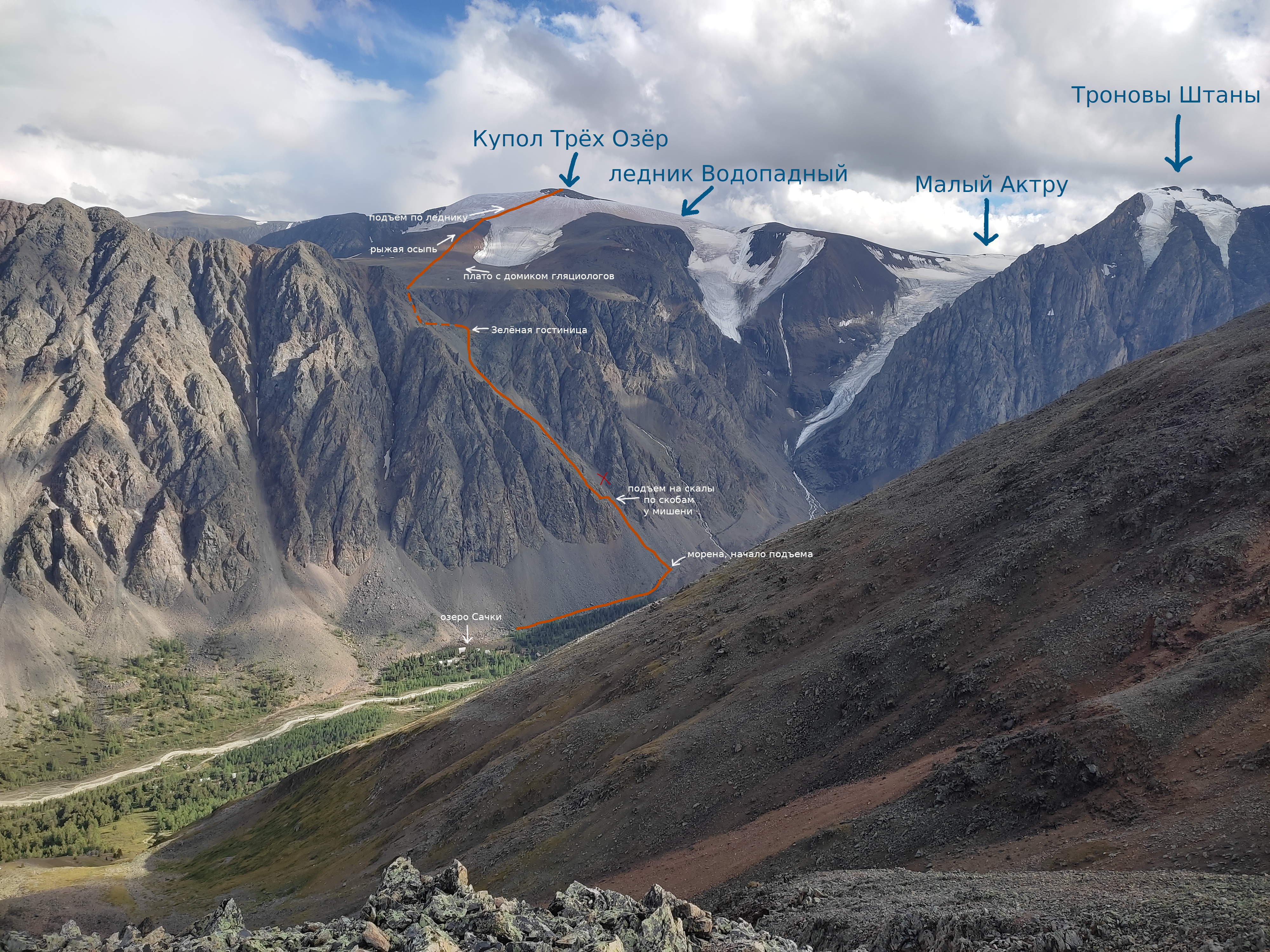
Tracé en rouge de la voie la plus facile. En haut les principaux sommets, avec le dôme à gauche.

La voie d'ascension la plus facile est celle du glacier du petit Aktourou (ru) (ou maly Aktourou), qui est de catégorie 1B selon la cotation russe, soit F en cotation internationale. Elle part du camp de montagne d'Aktrou, dans la vallée de rivière homonyme pendant une trentaine de minutes. Elle emprunte ensuite une moraine du glacier du petit Aktourou, pendant environ 2h30 puis atteint un plateau. De là, il reste un peu plus de 2 heures pour arriver au sommet au sommet. Même si la montée est dans la catégorie la plus facile d'alpinisme, la montée doit se faire avec du matériel.
Sur le versant nord-ouest se trouve une autre voie, de catégorie internationale PD, qui dure plus longtemps et emprunte la partie latérale du glacier du petit Aktourou, avec une durée d'environ 7 heures.